# Championnat d'Europe masculin de volley-ball des moins de 21 ans
Le Championnat d'Europe de volley-ball des moins de 20 ans réunit tous les deux ans depuis 1966 les meilleures équipes masculines d’Europe. Il a été appelé aussi, suivant les différentes éditions, championnat d'Europe junior ou championnat d'Europe des moins de 21 ans

## Palmarès
| Année | Lieu                     | Champion         | Finaliste            | Troisième            | Quatrième            |
| ----- | ------------------------ | ---------------- | -------------------- | -------------------- | -------------------- |
| 1966  | Budapest                 | Union soviétique | Bulgarie             | Tchécoslovaquie      | France               |
| 1969  | Tallinn                  | Union soviétique | Bulgarie             | Roumanie             | Italie               |
| 1971  | Barcelone                | Union soviétique | Pologne              | Bulgarie             | Allemagne de l'Est   |
| 1973  | Voorburg                 | Union soviétique | Tchécoslovaquie      | Pologne              | Italie               |
| 1975  | Francfort                | Union soviétique | Tchécoslovaquie      | Pologne              | Allemagne de l'Est   |
| 1977  | Montpellier              | Union soviétique | Tchécoslovaquie      | Allemagne de l'Est   | Pologne              |
| 1979  | Porto                    | Union soviétique | Bulgarie             | Allemagne de l'Est   | Tchécoslovaquie      |
| 1982  | Munich                   | Union soviétique | Allemagne de l'Ouest | Allemagne de l'Est   | Bulgarie             |
| 1984  | Clermont-Ferrand         | Union soviétique | Bulgarie             | Italie               | France               |
| 1986  | Pazardzhik               | Bulgarie         | Roumanie             | Allemagne de l'Ouest | Union soviétique     |
| 1988  | Bormio                   | Union soviétique | Italie               | Bulgarie             | Pologne              |
| 1990  | Francfort                | Union soviétique | Italie               | Allemagne de l'Ouest | Tchécoslovaquie      |
| 1992  | Poznań                   | Italie           | Espagne              | CEI                  | Tchécoslovaquie      |
| 1994  | Ankara                   | Russie           | France               | Italie               | Turquie              |
| 1996  | Netanya                  | Pologne          | Italie               | Russie               | Pays-Bas             |
| 1998  | Brno                     | Russie           | France               | Tchéquie             | Pologne              |
| 2000  | Catane                   | Russie           | Italie               | France               | Yougoslavie          |
| 2002  | Katowice                 | Italie           | France               | Allemagne            | Russie               |
| 2004  | Zagreb                   | Russie           | Pays-Bas             | Allemagne            | Serbie-et-Monténégro |
| 2006  | Kazan                    | Russie           | France               | Italie               | Slovénie             |
| 2008  | Brno                     | France           | Allemagne            | Russie               | Pays-Bas             |
| 2010  | Moguilev / Babrouïsk     | Russie           | Bulgarie             | Serbie               | Pays-Bas             |
| 2012  | Randers / Gdynia         | Italie           | Espagne              | Belgique             | Turquie              |
| 2014  | Brno / Nitra             | Russie           | Pologne              | France               | Slovénie             |
| 2016  | Plovdiv / Varna          | Pologne          | Ukraine              | Russie               | Italie               |
| 2018  | Ede / La Haye / Courtrai | Russie           | Tchéquie             | Belgique             | Pays-Bas             |
| 2020  | Brno / Kuřim             | Russie           | Italie               | Belgique             | Biélorussie          |
| 2022  | Montesilvano / Vasto     | Italie           | Pologne              | Bulgarie             | Belgique             |
| 2024  | À définir                |                  |                      |                      |                      |

## Tableau des médailles
| Rang | Pays               | Médaille d'or | Médaille d'argent | Médaille de bronze | Total |
| 1    | Russie             | 20            | 0                 | 4                  | 24    |
| 2    | Italie             | 3             | 5                 | 3                  | 11    |
| 3    | Pologne            | 2             | 2                 | 2                  | 6     |
| 4    | Bulgarie           | 1             | 5                 | 2                  | 8     |
| 5    | France             | 1             | 4                 | 2                  | 7     |
| 6    | République tchèque | 0             | 4                 | 2                  | 6     |
| 7    | Allemagne          | 0             | 2                 | 4                  | 6     |
| 8    | Espagne            | 0             | 2                 | 0                  | 2     |
| 9    | Roumanie           | 0             | 1                 | 1                  | 2     |
| 10   | Pays-Bas           | 0             | 1                 | 0                  | 1     |
| 10   | Ukraine            | 0             | 1                 | 0                  | 1     |
| 12   | Allemagne de l'Est | 0             | 0                 | 3                  | 3     |
| 13   | Belgique           | 0             | 0                 | 2                  | 2     |
| 14   | Serbie             | 0             | 0                 | 1                  | 1     |

Notes :
1. ↑  La Russie est considérée comme héritière du palmarès de l'Union soviétique (1948-1991) et de la CEI (1992).
2. ↑  La République tchèque est considérée comme héritière du palmarès de la Tchécoslovaquie (1948-1993).